# Oligosmerus zenckei
Oligosmerus zenckei är en skalbaggsart som beskrevs av Schmidt 1922. Oligosmerus zenckei ingår i släktet Oligosmerus och familjen långhorningar.
Artens utbredningsområde är Togo. Inga underarter finns listade i Catalogue of Life.